# Weton
Weton is een bestuurslaag in het regentschap Rembang van de provincie Midden-Java, Indonesië. Weton telt 728 inwoners (volkstelling 2010).